# Face-to-face
Face-to-face (w skrócie f2f) – z ang. twarzą w twarz (fr. tête-à-tête), termin charakteryzujący bezpośredni kontakt występujący między jednostkami głównie w obrębie małych grup społecznych. Taki kontakt daje możliwość bezpośredniej rozmowy, a także jednoczesnego odbioru przekazu werbalnego i niewerbalnego rozmówcy. Przeciwieństwem relacji typu face-to-face są kontakty za pośrednictwem różnego rodzaju urządzeń technicznych lub za pośrednictwem innych osób. Face-to-face jako koncepcja filozoficzna została wprowadzona przez francuskiego filozofa Emmanuela Levinasa.